# Luigi Mancuso
Luigi Mancuso, noto con lo pseudonimo di U Signurino (Limbadi, 16 marzo 1954) è un mafioso italiano legato alla 'Ndrangheta e boss del Locale di Limbadi e della 'ndrina Mancuso..

## Biografia
Ultimo degli undici figli di Giuseppe Mancuso detto "Don Peppe" capostipite dell'omonimo clan e fondatore. Uno dei fratelli è Francesco Mancuso il boss che ha portato all'affermazione della cosca nel corso degli anni '70 e '80, venendo eletto sindaco di Limbadi nel 1985 da latitante.
Scala i vertici velocemente trovandosi nei primi anni '90 a dirigere la famiglia, secondo il pentito Franco Pino nel  1992 ci fu un incontro tra i boss di Cosa Nostra e i boss della 'ndrangheta, per discutere un fronte comune nella lotta allo stato, e in questa riunione, tra i presenti, vi era anche "U Signorino".
Nel giugno 1993 viene arrestato, all'età di 39 anni, nell'operazione Tirreno, che vide una condanna a 30 anni per il boss, per svariati reati. 
Dal '98 al 2010 viene detenuto in regime di 41bis, ma nel 2012 a Vibo Valentia ci sono molte faide, ed i Mancuso muovono tutti i loro contatti per far uscire il boss Luigi, liberato nel luglio 2012, unico che con la sua autorità poteva porre fine alla nuova Faida dei Boschi e a quella di Stefanaconi, ed effettivamente il boss impone la sua autorità, riprendendo il ruolo di boss, ma aumentando di prestigio lungo tutta la Calabria, venendo più volte indicato come Capo Crimine. Il boss cominciò a tessere affari sulle estorsioni, gli appalti pubblici più grandi e importanti per tutta l'Italia, il traffico di droga, gli affari sul petrolio, il riciclaggio di denaro in aziende e quote in borsa, il controllo dell'agricoltura e le truffe all'Unione Europea. Luigi tesse anche conoscenze ovunque, nella massoneria deviata, nell'imprenditoria, nella legge e nella politica, ne sono esempi Giancarlo Pittelli, Gianluca Callippo, sindaco di Pizzo Calabro, Pietro Giamborino, ex consigliere regionale, Giorgio Naselli, ex carabiniere, Michele Marinaro, maresciallo della Guardia di Finanza, Gianfranco Ferrante, imprenditore, Vincenzo Renda, avvocato, Antonio Prestia, imprenditore edile di Filndari e San Calogero, Francesco Stilo, avvocato, Giuseppe D'Amico, imprenditore, e molti altri.
A seguito delle dichiarazioni di alcuni pentiti, fra cui Andrea Mantella, il 19 dicembre 2019 scatta l'operazione Rinascita-Scott nel quale tra gli arrestati c'è anche Luigi Mancuso, tratto in arresto assieme 334 persone ritenute appartenenti alla 'Ndrangheta, in particolare di quella della provincia di Vibo Valentia. Tra gli arrestati ci sono pezzi grossi come: Saverio Razionale, Pasquale Gallone, luogotenente di "U Signorino" e tanti altri.